# Daïra de Dréan
La daïra de Dréan est une circonscription administrative algérienne située dans la wilaya d'El Tarf. Son chef-lieu est situé sur la commune éponyme de Dréan.
La daïra regroupe les trois communes de Dréan, Chebaita Mokhtar et Chihani.